# Brian Conley
Pour les articles homonymes, voir Conley.
Brian Conley, né le 7 août 1961, est un animateur de télévision britannique, présentateur vedette de ITV.
Il a présenté les émissions This way up et The Brian Conley Show.
Il aussi joué dans le film de science-fiction Equilibrium (2002) et a interprété toutes les voix de la série Les Petits Bus (Busy Buses).
En novembre 2012 il est candidat à l'émission de télé réalité I'm a Celebrity... Get Me Out of Here ! 12. Il abandonne au bout de 9 jours. 
En août 2017 il participe à la 15e saison de Strictly Come Dancing. Il est associé à la danseuse Amy Dowden (en) qui participe pour la première fois à la compétition. Il quitte l'aventure le 22 octobre 2017, se retrouvant ainsi en 12ème position.